# West Bergholt
West Bergholt is een civil parish in het bestuurlijke gebied Colchester, in het Engelse graafschap Essex.

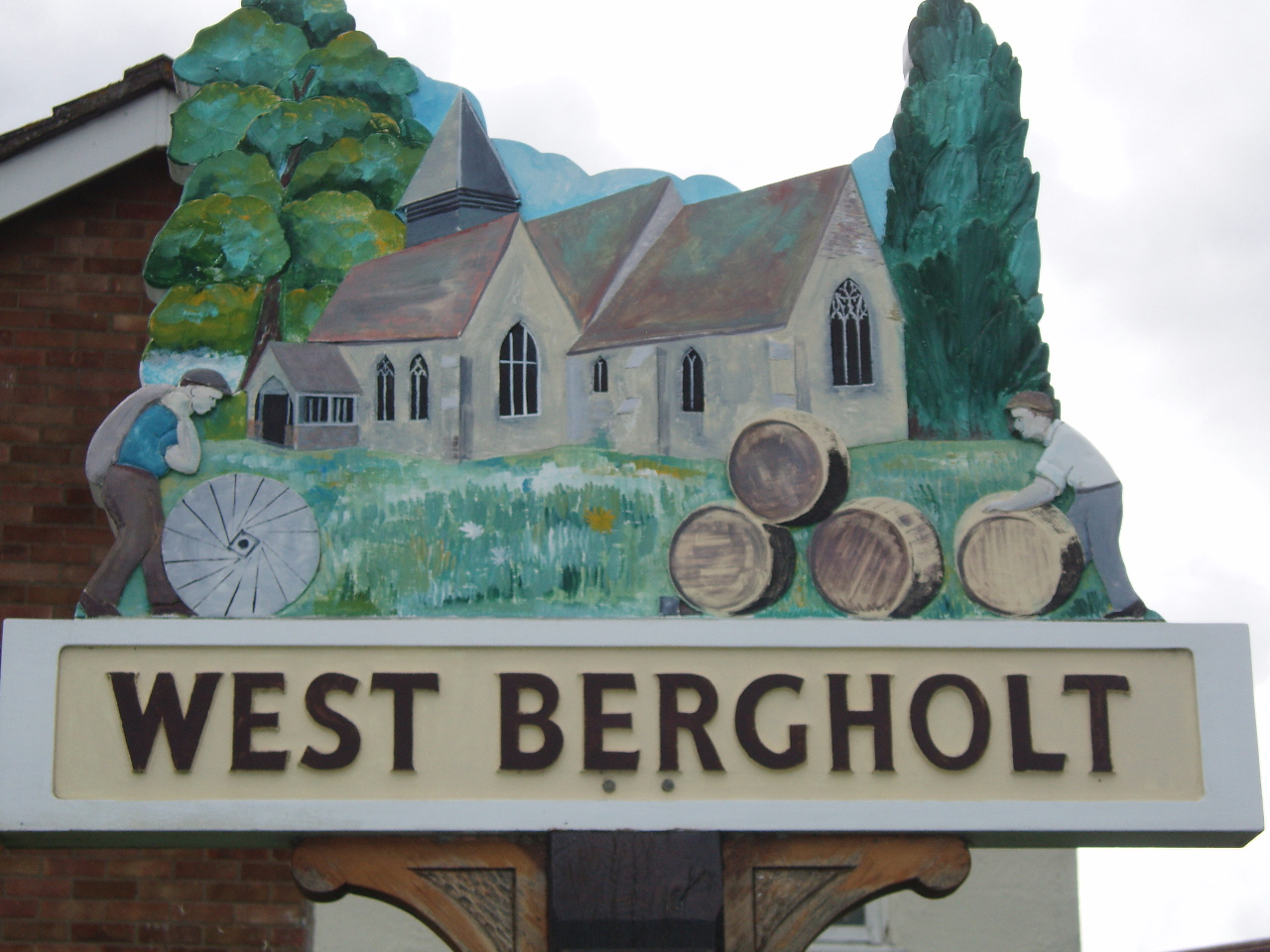
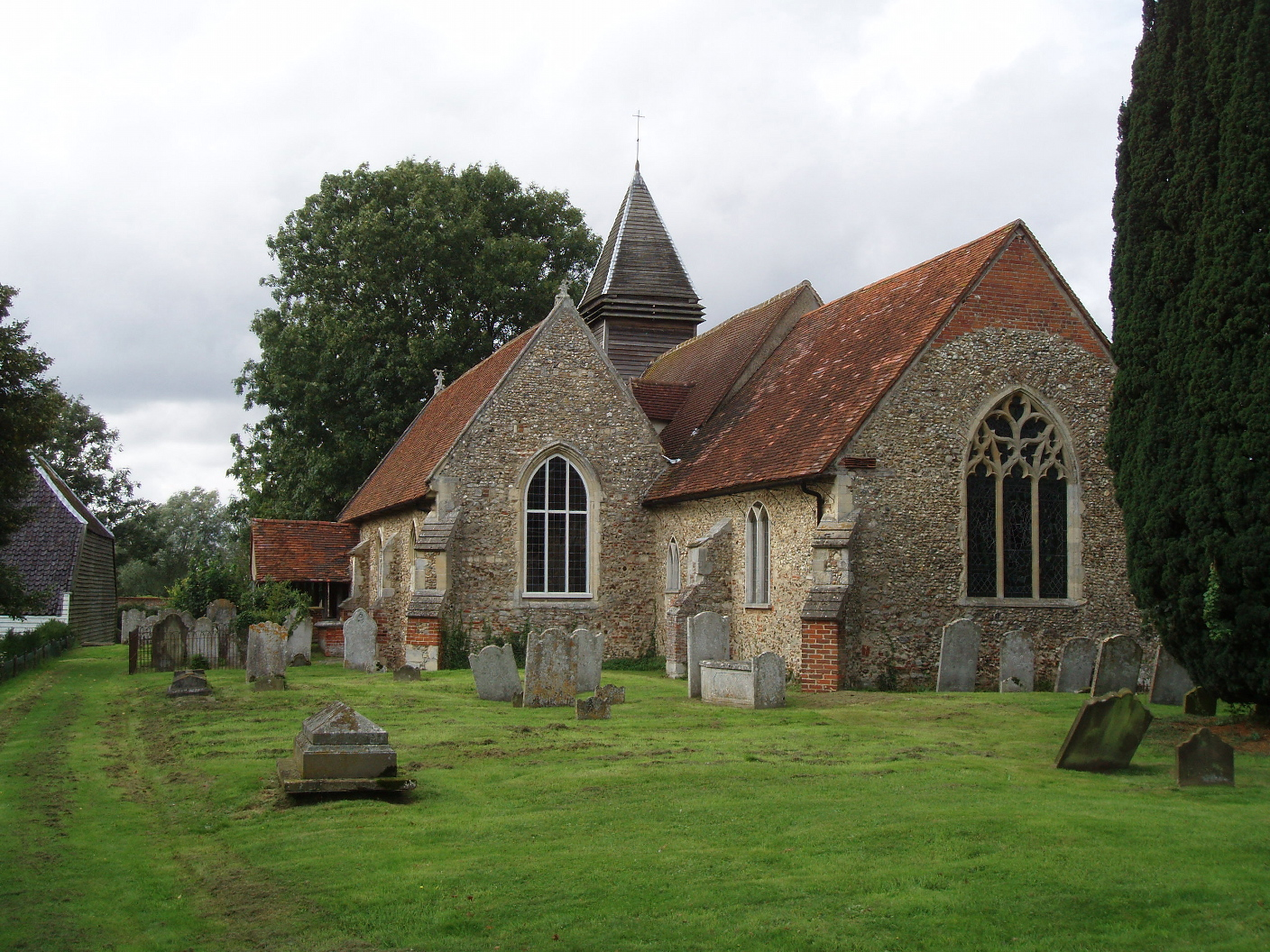
St. Mary's